# 阿貝拉 (密蘇里州)
阿貝拉（英語：Arbela）是位於美國密蘇里州蘇格蘭縣的村。

## 人口
根據2020年美國人口普查的數據，阿貝拉的面積為0.23平方千米，皆為陸地。當地共有人口24人，而人口密度為每平方千米104人。